# Tahinbrood

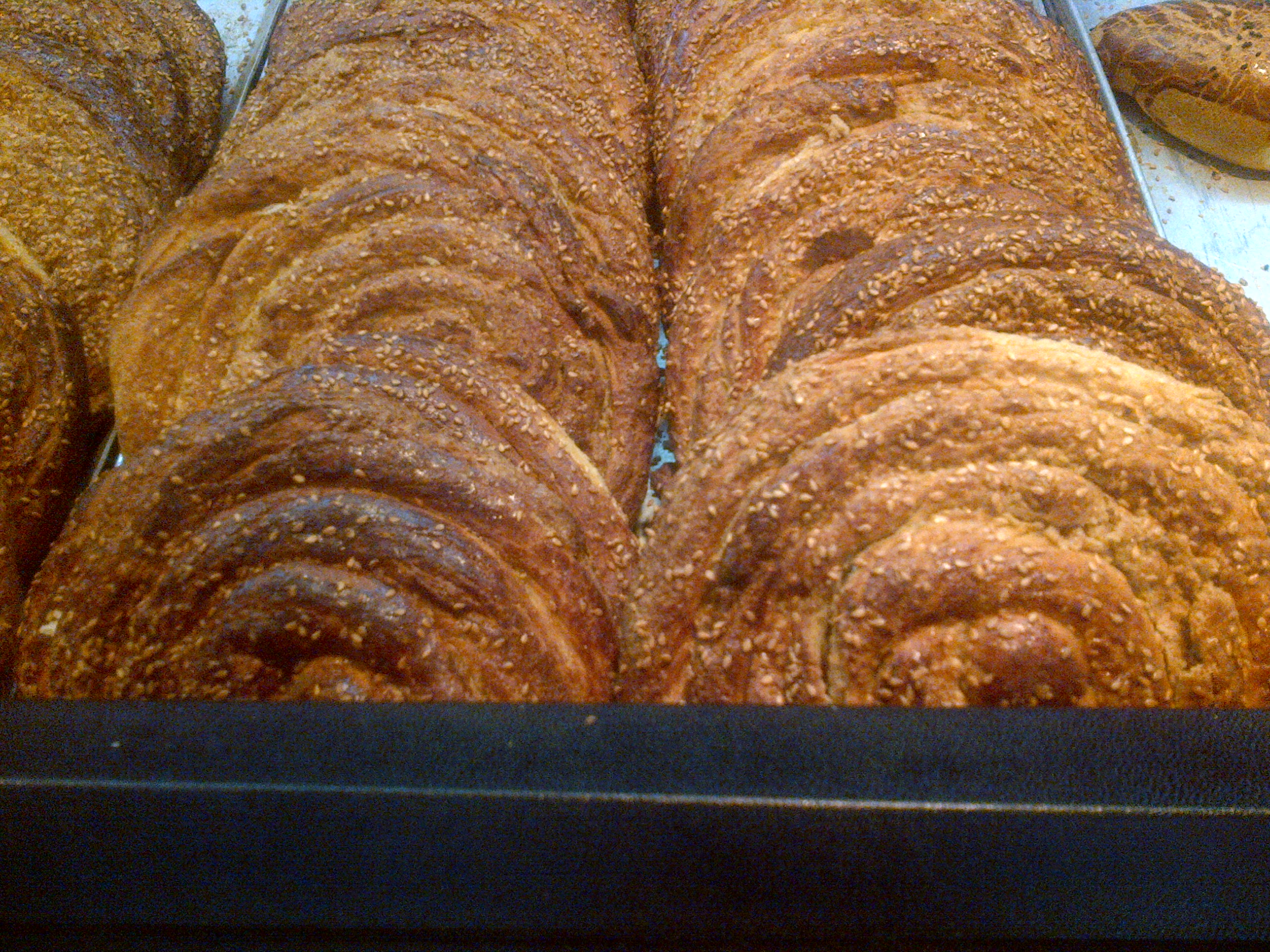
Tahinli çörek.

Tahinbrood (Turks: Tahinli çörek) is een Turks brood dat alleen tijdens ramadan wordt gegeten. Het bevat tahin en suiker hoewel er ook een variant is zonder suiker.

## Bereiding
Een aantal lagen uitgerold deeg wordt ingevet en opgestapeld. Op de bovenste laag wordt een mengsel van tahin en suiker gesmeerd. De stapel wordt opgerold en deze rol wordt in een spiraalvorm opgerold, bestrooid met sesamzaad en gebakken. Door deze bereidingswijze ontstaat een brood dat uit meerdere laagjes bestaat.